# Enoplognatha inornata
Enoplognatha inornata es una especie de araña araneomorfa del género Enoplognatha, familia Theridiidae. Fue descrita científicamente por O. P.-Cambridge en 1904.
Habita en Sudáfrica.